# Camp d'Askar
El camp de refugiats d'Askar (àrab: مخيم عسكر, muẖayyam ʿAskar) és un camp de refugiats palestí situat a la vall del Jordà, al nord-oest de Cisjordània, vora la ciutat de Nablus i fou establert en 1950 en 209 dúnams de terra. En 1960 el camps es va expandir en uns altres 90 dúnams. Els residents del camp el coneixen com a «Nou Askar».
Segons la United Nations Relief and Works Agency, la població registrada al campament és de 31.629. Les racions d'aliments es distribueixen a aproximadament 2.086 famílies.
Durant la intifada del 2000 i 2002 les incursions de les Forces de Defensa d'Israel (FDI) a camps com el d'Askar van trobar una considerable resistència per part d'homes armats palestins. Les incursions de les FDI són encara comuns en el camp de refugiats d'Askar i generalment es duen a terme per tal d'interrogar individus o aturar sospitosos militants que les autoritats israelianes consideren que està afiliats a organitzacions terroristes.
L'UNRWA té diverses instal·lacions en el camp de refugiats d'Askar, incloses escoles i clíniques de salut. No obstant això, a més d'aquests, el campament compta amb els seus propis centres de la comunitat, incloent el Centre de la Pau i el Desenvolupament amb seu a Nou Askar. Caca any s'hi entrenen voluntaris internacionals organitzats per la Universitat Nacional d'An-Najah.